# موسیقی باروک
دورهٔ باروک (به انگلیسی: Baroque music) در موسیقی اروپایی از حدود سال ۱۶۰۰ تا ۱۷۵۰ در نظر گرفته می‌شود. باروک کلمه‌ای پرتغالی و به معنی زُمخت و ناهنجار است و از کلمه بارکو در پرتغالی به معنی مروارید صیقل‌نیافته گرفته شده‌است. موسیقی این دوره اغلب بافت پلی‌فونیک دارد. مطرح‌ترین چهره‌های این دوره از موسیقی کلاسیک، باخ، ویوالدی، هندل و آلبینونی هستند.

## دوره‌های زمانی

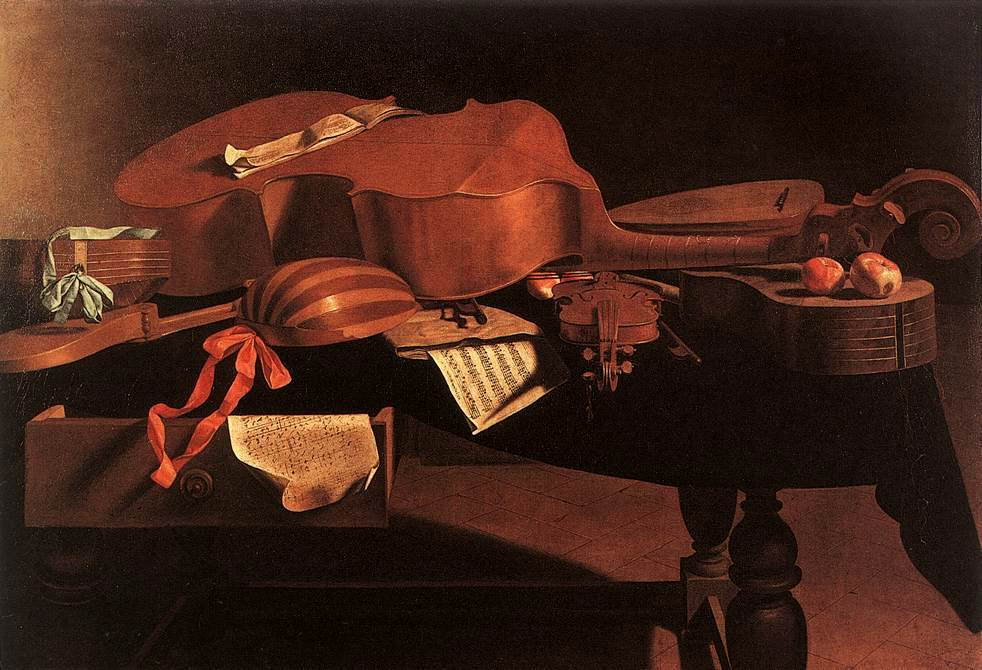
سازهای دوره باروک: ویولن، هارپسیکورد، گیتار باروک، لوت، ویول باس، هوردی گوردی

این دوره از نظر زمانی بین دورهٔ رنسانس و دورهٔ کلاسیک قرار دارد. این دوره را در موسیقی، به سه دورهٔ آغازین (۱۶۰۰–۱۶۴۰)، میانی (۱۶۴۰–۱۶۸۰) و پایانی (۱۶۸۰–۱۷۵۰) تقسیم می‌کنند. بااین‌که امروزه آثار دورهٔ پایانی باروک معروف‌ترین آثار این سبک هستند، اما دورهٔ آغازین، با موسیقی‌دانانی چون مونته‌وردی یکی از انقلابی‌ترین دوره‌های تاریخ موسیقی است.
در دورهٔ آغازین، موسیقی بر اساس متن‌هایی بسیار پرشور و احساس نوشته می‌شد و تعجبی نیست که موسیقی‌دانان ایتالیایی آن زمان، اپرا را به وجود آوردند. در دورهٔ آغازین، آهنگ‌سازان بافت هوموفونیک را بر بافت پلی‌فونیک رنسانس ترجیح دادند؛ هر چند در دورهٔ پایانی، بار دیگر موسیقی‌دانان به پلی‌فونی بازگشتند. آهنگ‌سازان دورهٔ آغازین، دیسونانس‌ها را با آزادی بیش‌تری به کار گرفتند. بر تضادهای صوتی نیز تأکید می‌شد؛ حال آن‌که در رنسانس، سازها -اگر به کار گرفته می‌شدند- ملودی آوازخوان را مضاعف می‌کردند (مشابه آنچه در اغلب موارد در موسیقی سنتی ایرانی شنیده می‌شود)، اما در دورهٔ آغازین باروک صداهای آوازی با خط‌هایی ملودیک که ویژهٔ ساز به نگارش درآمده بود، همراهی می‌شد.
در دورهٔ میانی باروک، سبک موسیقایی نویی که از ایتالیا نشأت گرفته بود، در تمام کشورهای اروپایی گسترش یافت. مدهای قرون وسطایی یا کلیسایی، اندک اندک جای خود را به گام‌های ماژور و مینور سپردند. دیگر ویژگی برجستهٔ باروک میانی، اهمیت بی‌سابقهٔ موسیقی‌سازی بود که در این میان، سازهای خانوادهٔ ویولن محبوب‌ترین سازها بودند.
در دورهٔ پایانی، بسیاری از جنبه‌های هارمونی پدید آمد. در این دوره، موسیقی‌سازی اهمیتی هم‌پایهٔ موسیقی‌ آوازی یافت. در این دوره، بار دیگر موسیقی پلی‌فونیک اوج گرفت و آهنگ‌سازی مانند یوهان سباستیان باخ، به اوج استادی در این امر رسیدند.

## ویژگی‌های موسیقی باروک

### یگانگی حالت
یک قطعهٔ باروک، اغلب فقط بیان‌گر یک حالت است - قطعه‌ای که شاد آغاز می‌شود، تا پایان شاد می‌ماند. آهنگ‌سازان برای تجسم نمودهای احساس، زبانی موسیقایی پدیدآوردند؛ در این زبان ریتم‌ها یا الگوهای ملودیک ویژه‌ای به حالت‌هایی معین اشاره داشتند. این زبان موسیقایی مشترک، موجب شد که میان آثار موسیقایی دورهٔ پایانی باروک، تشابه و خویشاوندی بیشتر به‌وجود آید. البته آثار آوازی باروک استثنای مهم این اصل به‌شمار می‌روند.

### ریتم
یگانگی حالت در موسیقی باروک، بیش از هر چیز با پیوستگی و یک‌نواختی ریتم انتقال داده می‌شود. الگوهای ریتمیکی که در آغاز یک قطعه شنیده شده‌اند، در طی آن تکرار می‌شوند. این پیوستگی و یک‌نواختی ریتم، فراهم آورندهٔ نیروی پیش‌برنده‌ای است که موسیقی را مطیع خود می‌کند: حرکت پیش‌رونده، به ندرت دچار وقفه می‌شود. در موسیقی باروک، تأکید بر ضرب بسیار بیش از اغلب آثار موسیقی رنسانس است.

### ملودی
ملودی باروک نیز حسی از پیوستگی و یک‌نواختی پدیدمی‌آورد. ملودی آغازین یک قطعه بارها و بارها در آن شنیده می‌شود و حتی آنگاه که به شکلی دگرگون‌شده نمود می‌یابد باز هم سرشت آن کم و بیش ثابت می‌ماند. در موسیقی باروک، ملودی بی‌وقفه گسترش پیدا می‌کند، آشکار می‌شود و جنبه‌های متفاوت آن از یکدیگر متمایز می‌گردد. این حرکت جهت‌دار، اغلب از یک ترتیب دنباله دار ملودیک (سکانس ملودیک) سرچشمه می‌گیرد، که عبارت است از تکرار پیاپی یک ایده موسیقایی در سطوح صوتی زیرتر یا بم تر. بسیاری از ملودی‌های باروک کیفیت تزیینی دارند و پُر هستند از ریزکاری، از این رو به خاطر سپردن آن‌ها آسان نیست. ملودی باروک بیش از آن که حسی متوازن و متقارن القا کند، حسی از گسترش و پویایی ریتمیک پدیدمی‌آورد. یک عبارت کوتاه، اغلب با عبارات طولانی که جریان بی‌وقفه ای از نت‌های سریع و چالاک دارد، دنبال می‌شود.

### دینامیک پله‌ای
موسیقی باروک، هم‌گام با پیوستگی ریتم و ملودی از پیوستگی دینامیک (نوانس) نیز برخوردار است. به طوری دیگر، حجم صوتی برای مدت‌ای ثابت نگه داشته می‌شود. تغییر دینامیک، ناگهانی و چنان است که گویی دینامیک از سطحی به سطح دیگر منتقل شده باشد. این تغییر و تبدیل میان قوی و ضعیف، دینامیک پله‌ای نامیده شده‌است. دگرگونی تدریجی دینامیک که با کرشندو و دکرشندو پدید می‌آید از ویژه‌گیهای شاخص موسیقی باروک نیست. با این همه بی‌تردید اجراکنندگان این موسیقی برای دست‌یابی به مقصودهای بیانی، دگرگونی‌های ظریف و ماهرانه‌ای را در دینامیک پدیدمی‌آورده‌اند. سازهای شستی‌دار مهم در دورهٔ باروک، ارگ و کلاوسن (هارپسیکورد) بودند که هردو با دینامیک یک‌نواخت موسیقی آن دوره هم‌خوانی داشتند. نوازندهٔ ارگ و کلاوسن نمی‌توانست مانند پیانیست امروزی با تغییر فشار انگشت بر شستی‌ها، کرشندو و دکرشندو پدیدآورد. کلاویکورد، سومین ساز شستی‌دار مهم این دوره، گرچه می‌توانست تغییرهای تدریجی در دینامیک پدیدآورد، اما این تغییرها در محدوده‌ای کوچک –در حدود ppp تا mp- ممکن بود.

### بافت موسیقی
موسیقی دورهٔ پایانی باروک اغلب بافت پلی‌فونیک دارد: در این موسیقی، دو یا چند خط ملودیک برای جلب توجه شنونده به رقابت می‌پردازند. در این میان خط‌‌های ملودیک سوپرانو و باس به‌طور معمول مهم‌ترین خط‌ها هستند. تقلید میان خط‌های گوناگون ملودیک، یا لایه‌های صوتی سازندهٔ این بافت، بسیار متداول است. گاهی ملودی‌ای که در یک خط شنیده شده، در خط‌های دیگر نیز ظاهر می‌شود.
با این همه، تمام آثار موسیقی دورهٔ پایانی باروک پلی‌فونیک نیستند. بافت یک قطعه به ویژه در موسیقی آوازی که دگرگونی‌های حالت کلام، تضاد موسیقایی را ایجاب می‌کند، ممکن است دچار تغییر شود. نکتهٔ دیگر این که آهنگ‌سازان باروک در شیوهٔ پرداختن به بافت موسیقایی با یک‌دیگر متفاوت بوده‌اند. برای نمونه، باخ تمایل به استفادهٔ مداول از بافت پلی‌فونیک داشت، حال آن که هندل تضاد میان بخش‌های پلی‌فونیک و هوموفونیک را بسیار بیش‌تر به کار می‌گرفت.

### آکوردها و باسو کنتینوئو
آکوردها در دورهٔ باروک اهمیت‌ای فزاینده یافتند. پیش از آن، زیبایی خط‌های ملودیک بیش از آکوردها، که هنگام اجرای هم‌زمان این خط‌های ملودیک پدید می‌آمدند، مورد توجه بود. به تعبیری، آکوردها فقط در حکم محصول جانبی حرکت خط‌های ملودیک بودند. اما در دورهٔ باروک، آکوردها به گونه‌ای مستقل نیز معنا یافتند. از این زمان، آهنگ‌سازان هنگام نگارش خط ملودیک، به آکوردهایی که با آن هماهنگ باشند نیز اندیشیدند. در واقع، آن‌ها گاه ملودی را برای تناسب با توالی‌های آکوردی ویژه‌ای به نگارش درمی‌آوردند. چنین توجه‌ای به آکوردها سبب شد خط ملودیک باس، که مبنای هارمونی بود، اهمیت‌ای تازه بیابد. به این ترتیب، تمام بافت موسیقایی بر خط ملودیک باس متکی شد.
تأکید نو بر آکوردها و خط باس به پیدایش برجسته‌ترین ویژگی موسیقی باروک انجامید و آن نوعی همراهی است که باسو کنتینوئو یا باس شماره‌گذاری شده نامیده می‌شود. این بخش همراهی‌کننده، از یک خط ملودیک باس که عددها (یا نشانه‌هایی) در زیر هر نت آن نوشته شده بود تشکیل می‌یافت، و آن عددها تعیین‌کنندهٔ آکوردی بودند که می‌بایست بر مبنای آن نت ساخته و نواخته شود. کنتینوئو- اختصار باسوکنتینوئو- به‌طور معمول دست‌کم با دو ساز نواخته می‌شد: یک ساز شستی‌دار مانند ارگ یا کلاوسن به همراهی یک ساز ملودیک بم، مانند ویولن‌سل یا باسون. نوازندهٔ ارگ یا کلاوسن، خط ملودیک باس را که به وسیلهٔ ویولن‌سل یا باسون نیز اجرا می‌شد با دست چپ می‌نواخت. این نوازنده با دست راست، به پیروی از آنچه عددهای نوشته‌شده به آن اشاره داشتند، آکوردها یا حتی خطی ملودیک را بداهه‌نوازی می‌کرد. این عددها، فقط مشخص‌کنندهٔ یک آکورد مبنا بودند و شیوهٔ دقیق نواختن را مشخص نمی‌کردند. به این ترتیب، نوازنده در اجرا از آزادی بسیار برخوردار بود.

## بعضی از آهنگسازان دورهٔ باروک
1653-1713 - Arcangelo CORELLI - Rome
1659-1695 - Henry PURCELL - England
1660-1725 - Alessandro SCARLATTI (father) - Italy
1660-1741 - Johann Joseph Fux - Austria
1668-1733 - François COUPERIN ("the Great") - France
1670-1747 - Giovanni Battista Bononcini - Italy
1671-1751 - Tomaso ALBINONI - Italy
1678-1741 - Antonio VIVALDI - Venice
1679-1745 - Jan Dismas ZELENKA - Prague, Dresden
1680-1762 - Francesco GEMINIANI - Italy, England
1681-1767 - Georg Philipp TELEMANN - Germany
1683-1764 - Jean Philippe RAMEAU - France
1684-1742 - Bohuslav Matej CERNOHORSKY - "the Bohemian Bach"
1685-1759 - Georg Friedrich HÄNDEL - Germany, England
1685-1750 - Johann Sebastian BACH - south Germany
1685-1757 - Domenico SCARLATTI (son) - Italy, Spain
1692-1766 - Unico Willem van Wassenaer: the mystery composer - Holland
1712-1786 - John STANLEY - England